# L Catterton
L Catterton est une entreprise de capital-investissement (un fonds d'investissement) franco-américaine basée à Greenwich dans le Connecticut. Elle trouve ses origines en 1989 mais est issue de la fusion entre L Capital et Catterton en 2016. Ce fonds se concentre sur les entreprises du marché intermédiaire et les entreprises émergentes à forte croissance. À début 2020, L Catterton a réalisé plus de 200 investissements dans des marques de tous les segments de l'industrie de la consommation.

## Historique
Catterton est fondée en 1989 sous le nom de Catterton-Simon Partners par Frank Vest et J. Michael Chu (en), avec l'ancien secrétaire américain au Trésor William Simon. Celui-ci, président de la société d'investissement privée Wesray Capital Corporation, est, au début des années 1980, un investisseur.
En janvier 2016, Catterton, LVMH et Groupe Arnault, la holding familiale de Bernard Arnault, s'associent pour créer la L Catterton avec respectivement 60 et 40 %,. Le partenariat combine les opérations de capital-investissement existantes en Amérique du Nord et en Amérique latine de Catterton avec le duo L Capital (investissements dans l'« art de vivre », les cosmétiques ou l’hôtellerie) et L Real Estate ; ces deux dernières réalisant déjà des opérations de capital-investissement et immobilières en Europe ainsi qu'en Asie. La société fusionnée, dirigée par les dirigeants de Catterton, s'appelle donc « L Catterton » et investit dans le monde entier à partir de 18 bureaux, ainsi que deux sièges, Greenwich et Londres. Cinq ans après sa création, elle dispose de 30 milliards de dollars sous gestion, faisant intervenir nombres d'investisseurs extérieurs, dont le fonds souverain singapourien GIC Private Limited. Elle est décrite par le magazine économique Challenges comme le « bras armé des investissements hors luxe de Bernard Arnault ».

## Quelques investissements
L Catterton est un fonds « actif », suivant et conseillant les entreprises dans lesquelles il investit ; celui-ci possède une prise de participation dans environ 200 entreprises, avec un retour sur investissement élevé, de l'ordre de 15 à 25 % nets chaque année. Face à la concurrence d'autres fonds tels Carlyle, Cinven, Blackstone ou Advent, le carnet d'adresses et le nom de « LVMH ouvre des portes et représente un argument ».

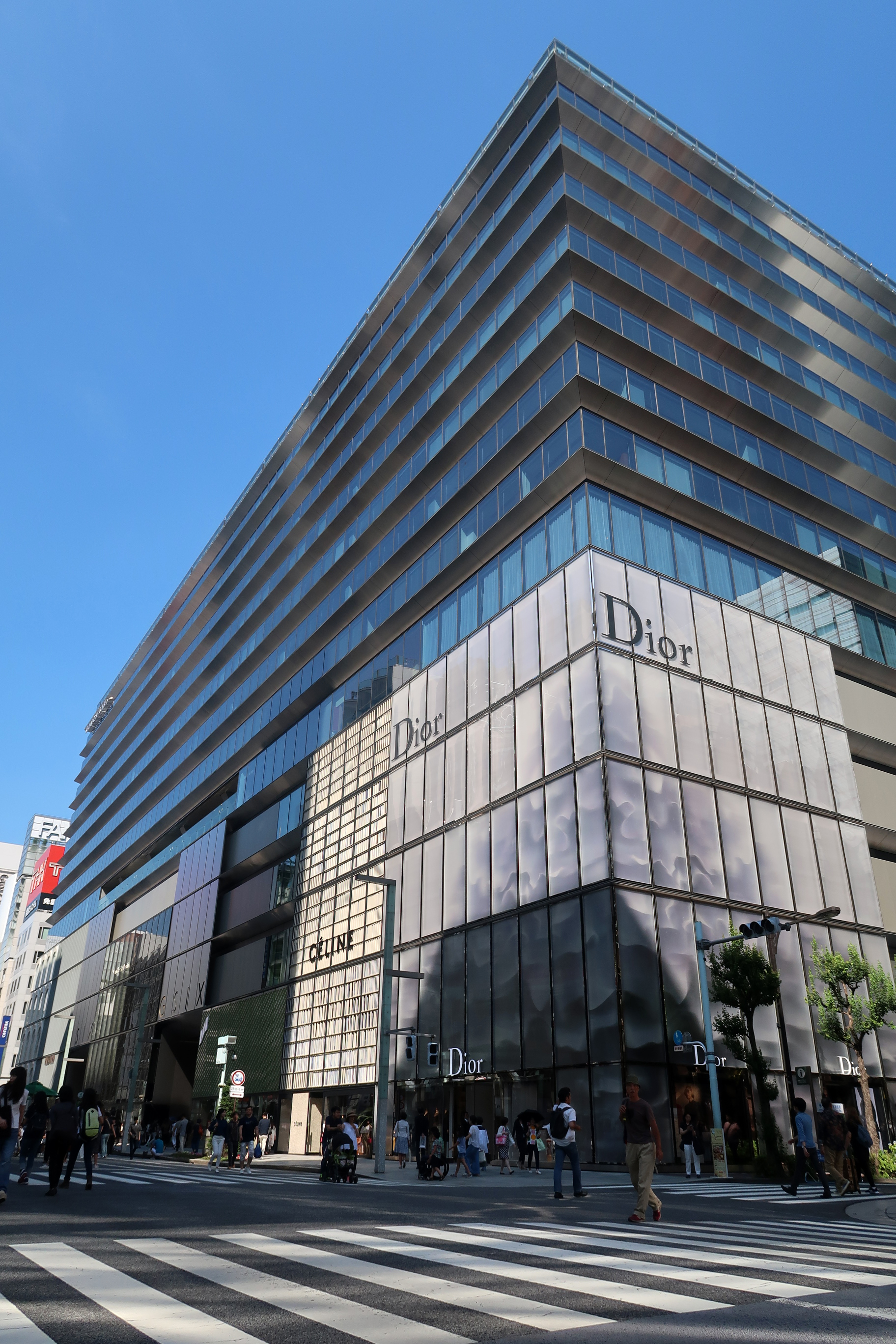
Vue extérieure de Ginga Six à Tokyo.

- Jott (2021), marque marseillaise de vêtements d'extérieurs[6]
- West Marine (en) (2021)[4]
- Etro (2021)[7]
- Kodiak Cakes (en) (2021)[5]
- Leslie's (en) (2021)[5]
- Hungryroot (2021), entreprise d'épicerie, américaine[5]
- Zenyum (2021), entreprise de produits dentaires, basée à Singapour[5]
- Birkenstock (2021) investissement estimé à quatre milliards d'euros par les analystes[5]
- Jio Platforms (en) (2020)[8]
- Dominio del Plata Winery (en) (2019)[4]
- Ginza Six (2017)[9]
- Ganni (en) (2017)[4],[10]
- Pinarello (2016)[11]
- Bliss (en) (2015)[5].
- Savage x Fenty[12]
- A.P.C. (part majoritaire en 2023)[13]
- Kiko (part majoritaire en 2024)[14]
- Polène (part minoritaire en 2024)[15],[16]